# 판타스틱 우체국
《판타스틱 우체국》(영어: Going Postal)은 2010년 공개된 코미디 판타지 영화이다.

## 출연

### 주연
- 리처드 코일 - 모이스트 본 립위그 역
- 데이비드 서쳇 - 리처 길트 역
- 클레어 포이 -  아도라 벨 디어하트 역

### 조연
- 앤드류 작스 - 그로트 역
- 찰스 댄스 - 베티나리 경 역
- 티모시 웨스트 - 리드컬리 역
- 스티브 펨버튼 - 드럼놋 역
- 폴 바버 - 데이브 핀 역
- 존 헨쇼 - Mr. 포니 역
- 탬신 그레이그 - 미스 크립스록 역
- 마드하브 샤르마 - 크리스핀 호스프라이 역
- 지미 유일 - Mr. 스풀스 역
- 이안 보나 - 스탠리 하울러 역
- 니콜라스 파렐 - Mr. 펌프 역 (목소리)
- 마닉스 반 덴 브로에크 - Mr. 펌프 역
- 아드리안 실러 - Mr. 그릴 역
- 다니엘 세퀘이라 - 트루퍼 역
- 잉그리드 볼소 베르달 - 앙구아 하사관 역
- 벤 크롬프톤 - 마드 알 역
- 테리 프랫쳇 - 우체부 역
- 마이크 켈리 - 홉슨 역
- 이스트반 고즈 - 계산원 역
- 사보치 투로츠지 - Maitre 역